# Resolució 2284 del Consell de Seguretat de les Nacions Unides
La Resolució 2284 del Consell de Seguretat de les Nacions Unides, fou adoptada per unanimitat el 28 d'abril de 2016. El Consell va ampliar el mandat de l'Operació de les Nacions Unides a Costa d'Ivori (UNOCI) per darrer cop fins al 30 de juny de 2017.

## Contingut
Costa d'Ivori havia fet grans progressos per assolir una pau duradora i estabilitat i prosperitat econòmica. Les reeixides eleccions presidencials d'octubre de 2015 van ser una fita important. El Consell de Seguretat també va elogiar el lideratge del president Alassane Ouattara.
El diàleg polític al país encara continuava. La situació de seguretat també va continuar millorant. Tanmateix, hi havia una necessitat de treballar més estretament amb els països veïns, especialment amb Libèria, en la seguretat de les fronteres, com ho havia demostrat l'atac de desembre de 2015 a Olodio.A més, el Consell de Seguretat va condemnar l'atac terrorista que es va cometre el 13 de març de 2016 a la ciutat costanera del sud-est de Grand Bassam. Aquí, tres guerrillers havien obert foc a una platja, amb 19 morts i 33 ferits.
Es va demanar al govern ivorià que continués fent que la reforma de l'exèrcit i la policia fos una prioritat i que els que van cometre violacions dels drets humans siguin jutjats.
El mandat de l'UNOCI es va estendre per última vegada fins al 30 de juny de 2017, alhora que s'aprovava el pla de retirada gradual del secretari general. Se li va demanar que retirés la major part de les tropes abans del 30 d'abril de 2017. Les principals tasques de la força de pau continuarien sent protegir la població, donar suport al procés polític, donar suport a l'exèrcit i la policia i donar suport al lliurament d'ajuda humanitària. L'autorització per a les tropes franceses a Costa d'Ivori per donar suport a la UNOCI també es va ampliar fins al 30 de juny de 2017.